# Cimetière des Portes Saintes
Le cimetière des Portes Saintes (Cimitero delle Porte Sante en italien) est un cimetière de Florence situé dans le bastion fortifié de la basilique San Miniato al Monte.

## Histoire
L'idée d'un lieu de sépulture près de San Miniato prend forme en 1837. Le cimetière est inauguré onze ans plus tard, en 1848. 
Le projet, initialement confié à l'architecte Niccolò Matas (auteur de la façade de la basilique Santa Croce de Florence), a été agrandi en 1864 par Mariano Falcini en utilisant l'espace de la forteresse du XVIe siècle autour de la basilique. 
Le nouveau cimetière a été conçu en parallèle au nouveau réseau de voirie, élaboré par Poggi qui, avec l'ouverture de la Viale dei Colli et de l'escalier monumental, créa de nouveaux accès à la basilique.

## Tombeaux de personnalités
En plus des nombreux vestiges architecturaux de style néo-gothique, le cimetière abrite les tombes de nombreuses personnes célèbres, dont (par ordre alphabétique) :
- Giuseppe Abbati
- Libero Andreotti
- Pietro Annigoni
- Pellegrino Artusi
- Lazare N. Berman
- Luigi Bertelli dit Vamba
- Alessandro Bonsanti
- Mario Cecchi Gori (avec sa femme Valeria)
- Alimondo Ciampi
- Bruno Cicognani
- Carlo Lorenzini plus connu sous le nom de Carlo Collodi
- Vittorio Matteo Corcos
- Enrico Coveri
- Felice Le Monnier
- Guglielmo Libri Carucci dalla Sommaja
- Nicola Lisi
- Cesare Luporini
- Guido Manacorda
- Cipriano Mannucci
- Ferruccio Masini
- Ciro Menotti (tombe de famille)
- Giovanni Meyer (fondateur de l'ospedale pediatrico Meyer)
- Giovanni Papini
- Stanislao Paszkowski (fondateur du Caffè Paszkowski)
- Marietta Piccolomini
- Ermenegildo Pistelli
- Cesira Pozzolini
- Vasco Pratolini
- Renzo Ricci
- Augusto Rivalta
- Fedele Romani
- Ottone Rosai
- Famille Sapieha
- Gaetano Salvemini
- Giorgio Saviane
- Pietro Siciliani
- Odoardo Spadaro
- Giovanni Spadolini
- Frederick Stibbert  (tombe de famille)
- Luigi Ugolini
- Atto  Vannucci
- Famille Vespucci (tombe de famille)
- Pasquale Villari
- Franco Zeffirelli

Plusieurs tombes sont ornées de statues en marbre blanc de Carrare réalisées par Antonio Frilli.

## Images

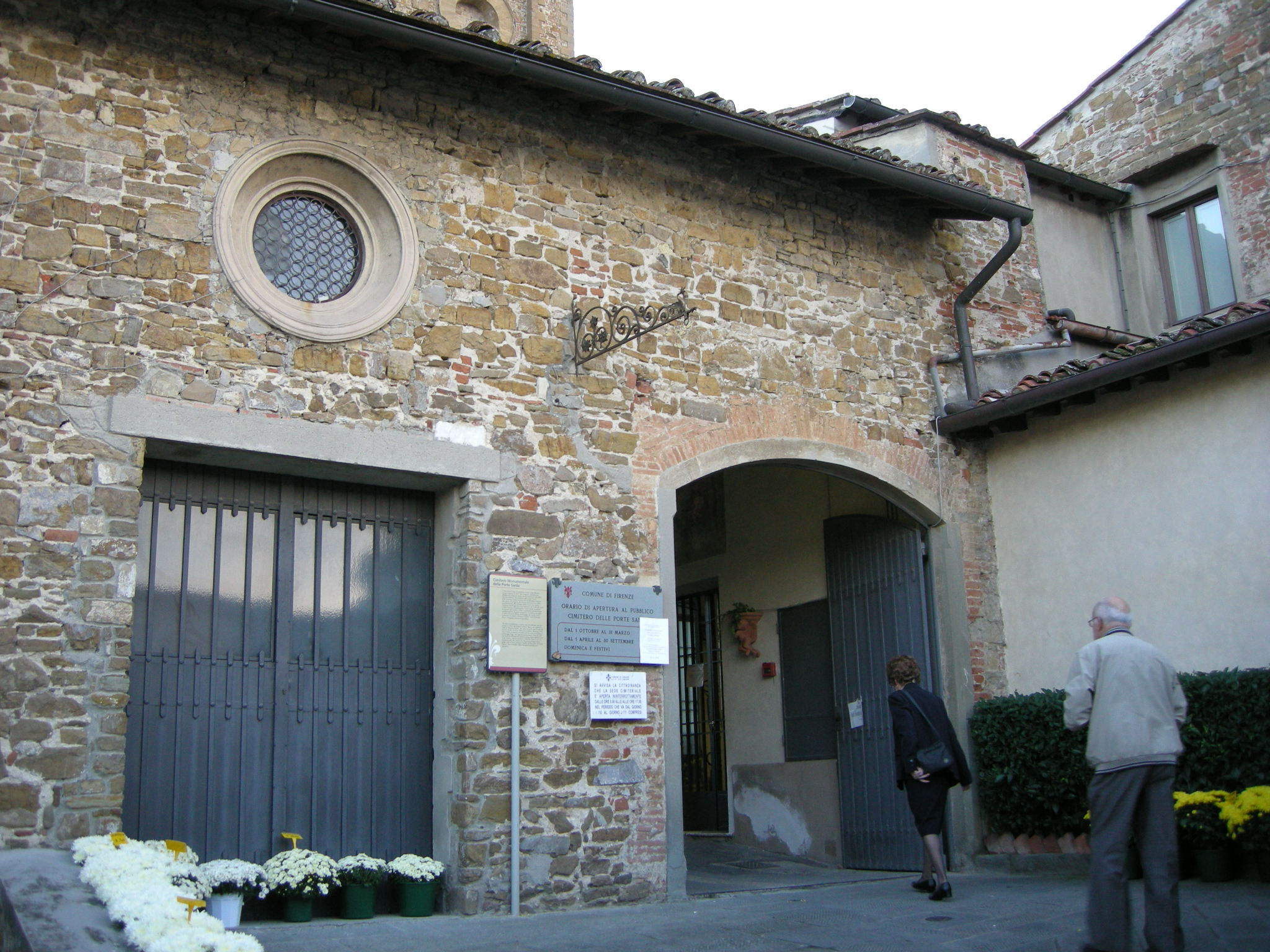
L'entrée.
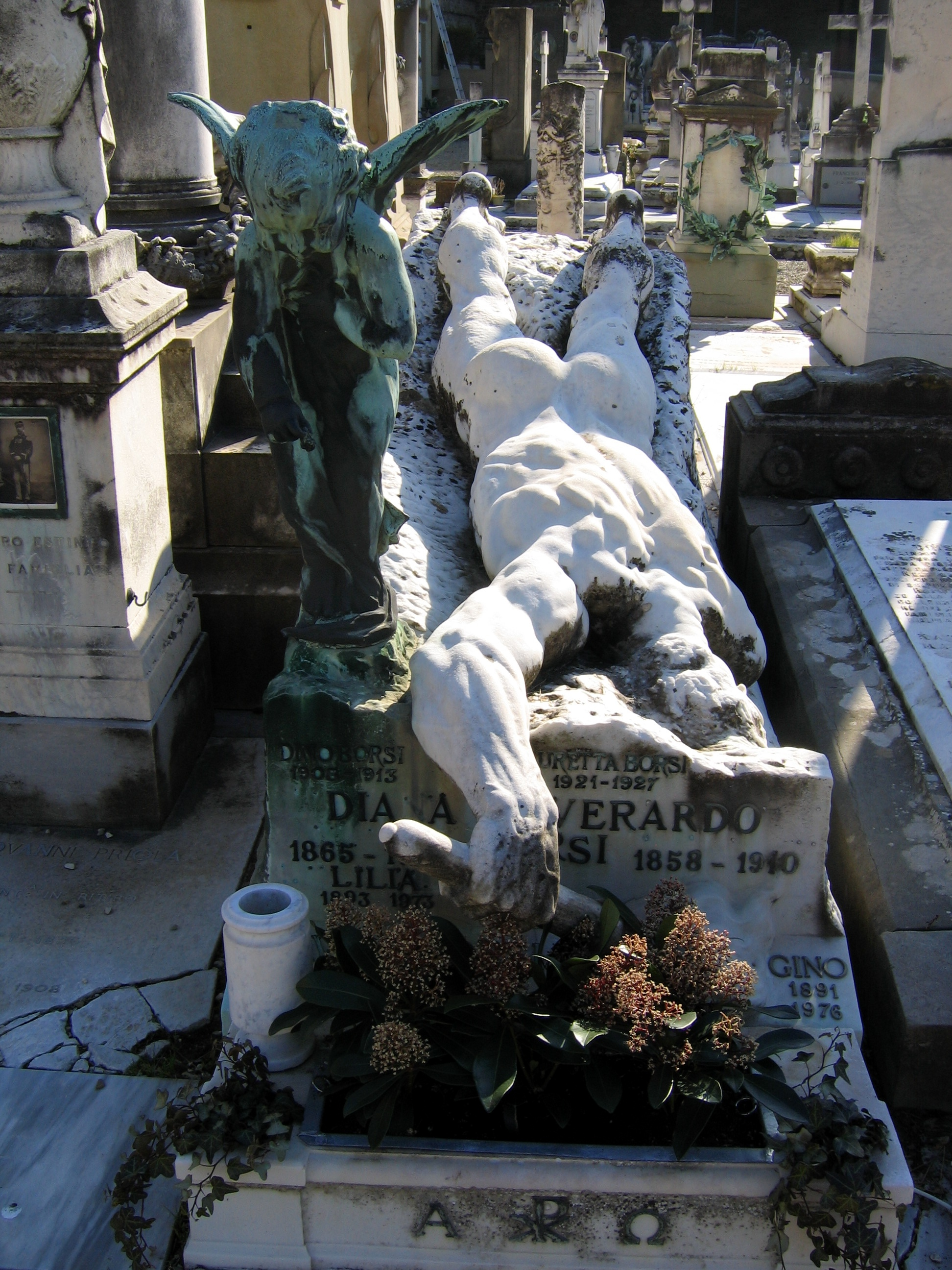
Tombe figurée.
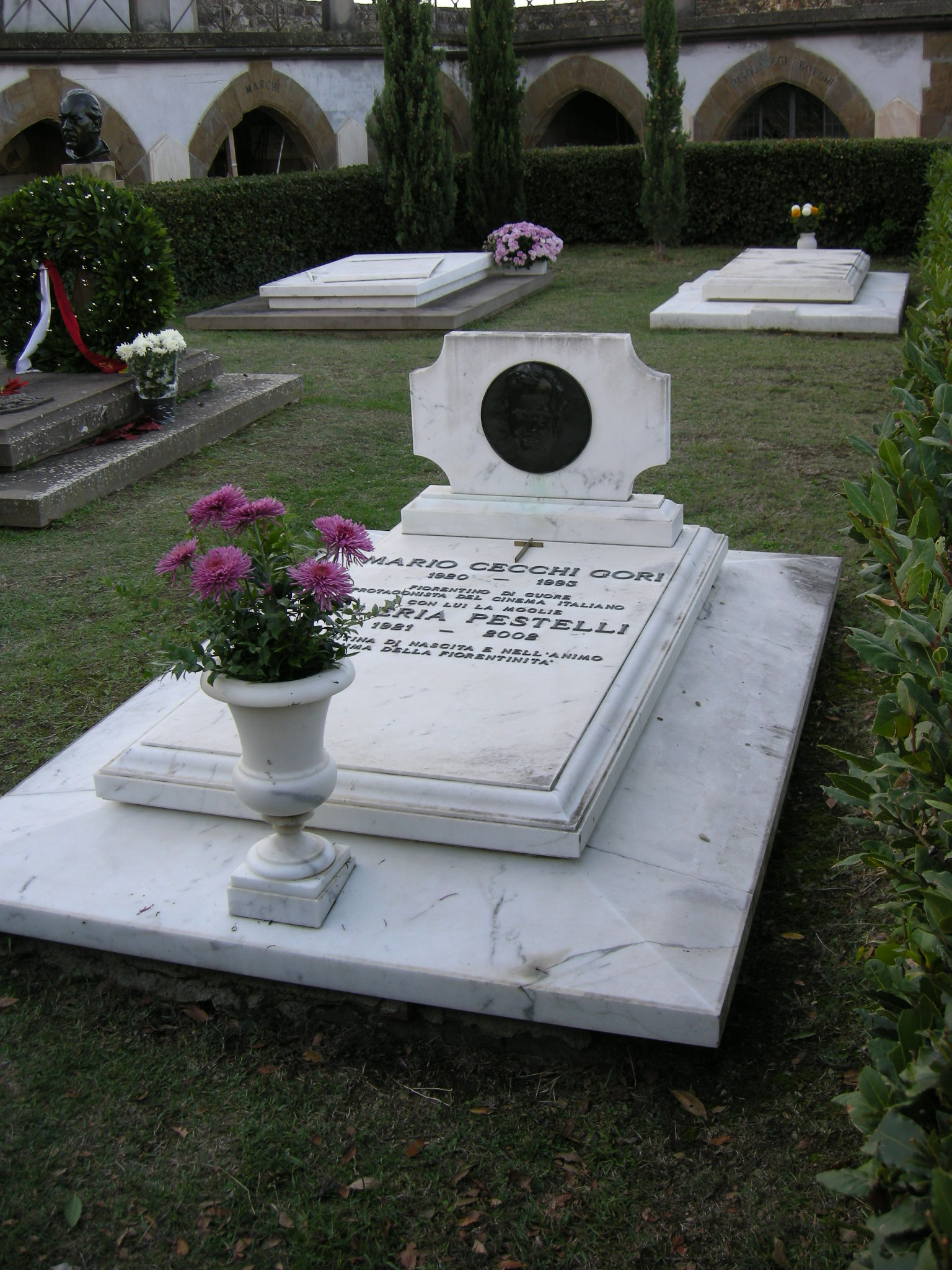
Tombe de Mario Cecchi Gori entre autres.
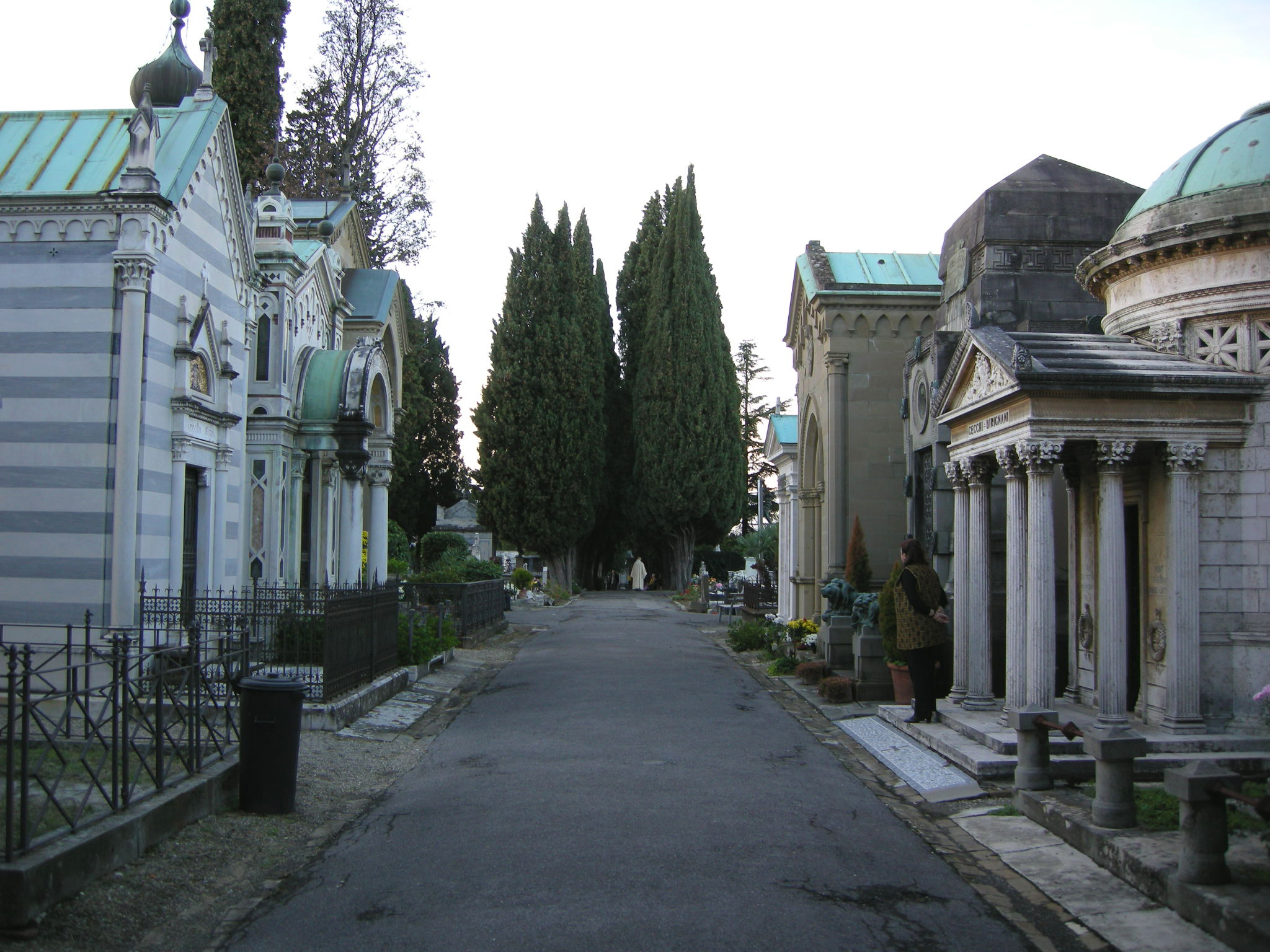
Allée des chapelles.